# 野呂竜比人

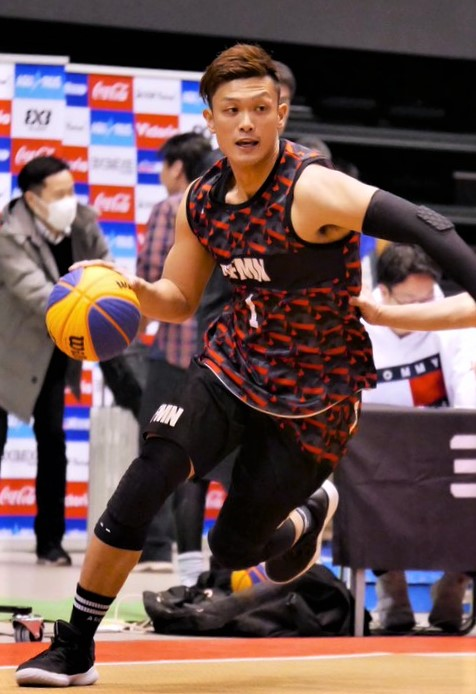
野呂竜比人　3x3バスケットボール選手

野呂 竜比人（のろ たつひと、1988年6月24日 - ）は、北海道滝川市出身の日本の3x3プロバスケットボール選手である。ポジションはフォワード。BEEFMAN.EXE所属。。3x3男子日本代表に選出され、2018年FIBAアジア3x3カップで銅メダルを獲得した。
最終兵器